# Nuovo quartiere operaio
Il Nuovo quartiere operaio di Schio (conosciuto anche semplicemente come Quartiere operaio o zona Alessandro Rossi, ma in passato anche come Nuova Schio) è un quartiere operaio situato in una vasta area di forma approssimativamente quadrangolare di circa 152000 m² nella zona sud-ovest del centro urbano scledense. Esso è delimitato a sud dal torrente Leogra, a nord dagli storici stabilimenti del lanificio Rossi, a est dal viale alberato Trento e Trieste.
Venne realizzato tra il 1872 e il 1896, per volontà dell'imprenditore Alessandro Rossi con l'intenzione di realizzare un progetto urbanistico e sociale per i moltissimi lavoratori che si trasferivano a Schio dalle campagne e dai paesi vicini per lavorare nella sua azienda, la Lanerossi.
Ancora oggi mantiene la sua funzione di quartiere residenziale.

## Il quartiere

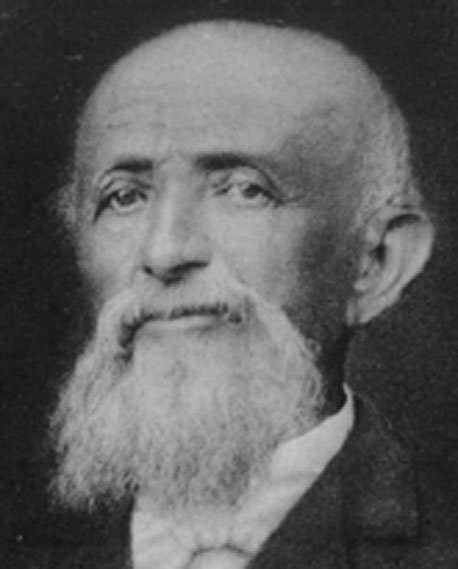
Alessandro Rossi

Il primo tentativo di realizzazione di alloggi per gli operai da parte di Rossi fu la costruzione, nel 1868 del cosiddetto palazzon, eretto nelle immediate adiacenze del lanificio in via Pasubio e demolito nel 1965; esso consisteva in una unità abitativa multipiano composta da vari appartamenti divisi da un corridoio centrale, con i servizi in comune. Questa tipologia abitativa (ispirata dalle analoghe esperienze inglesi e francesi), nonostante il basso costo, venne presto abbandonata in favore della realizzazione del quartiere operaio, edificato in un'area in precedenza non urbanizzata.

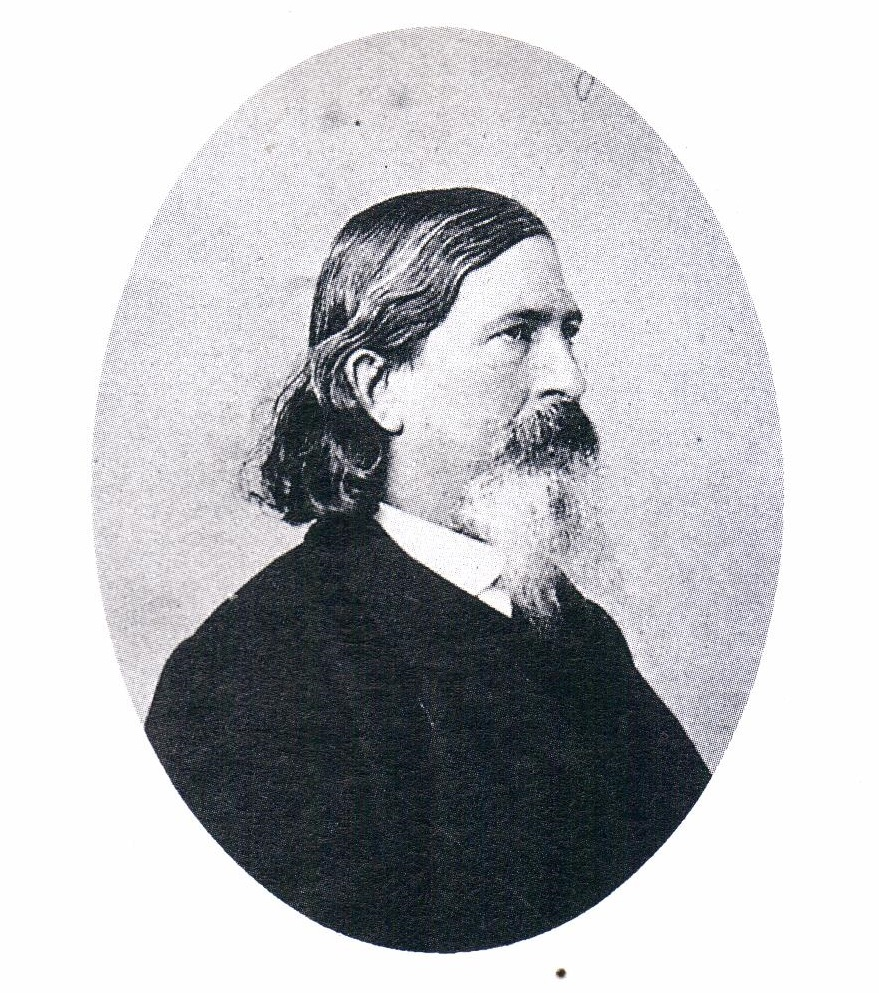
Antonio Caregaro Negrin

Il nuovo quartiere operaio sorge nelle vicinanze del centro storico scledense ed è strettamente correlato ad esso. Non si tratta infatti di una realtà indipendente e autonoma, caratteristica tipica dei villaggi operai sorti in Europa durante la prima industrializzazione (come Saltaire o Bournville in Inghilterra, Mulhouse in Francia, o le italiane Crespi d'Adda e Leumann), ma di un vero e proprio quartiere facente capo al centro storico attiguo (con lo scopo di mantenere strette relazioni con il centro urbano esistente, il quartiere, sin dalla sua fondazione, è stato scarsamente dotato di locali ad uso commerciale e produttivo). Tali scelte, originali rispetto agli altri esempi contemporanei erano dovute a motivazioni sociologiche, imprenditoriali e simboliche.

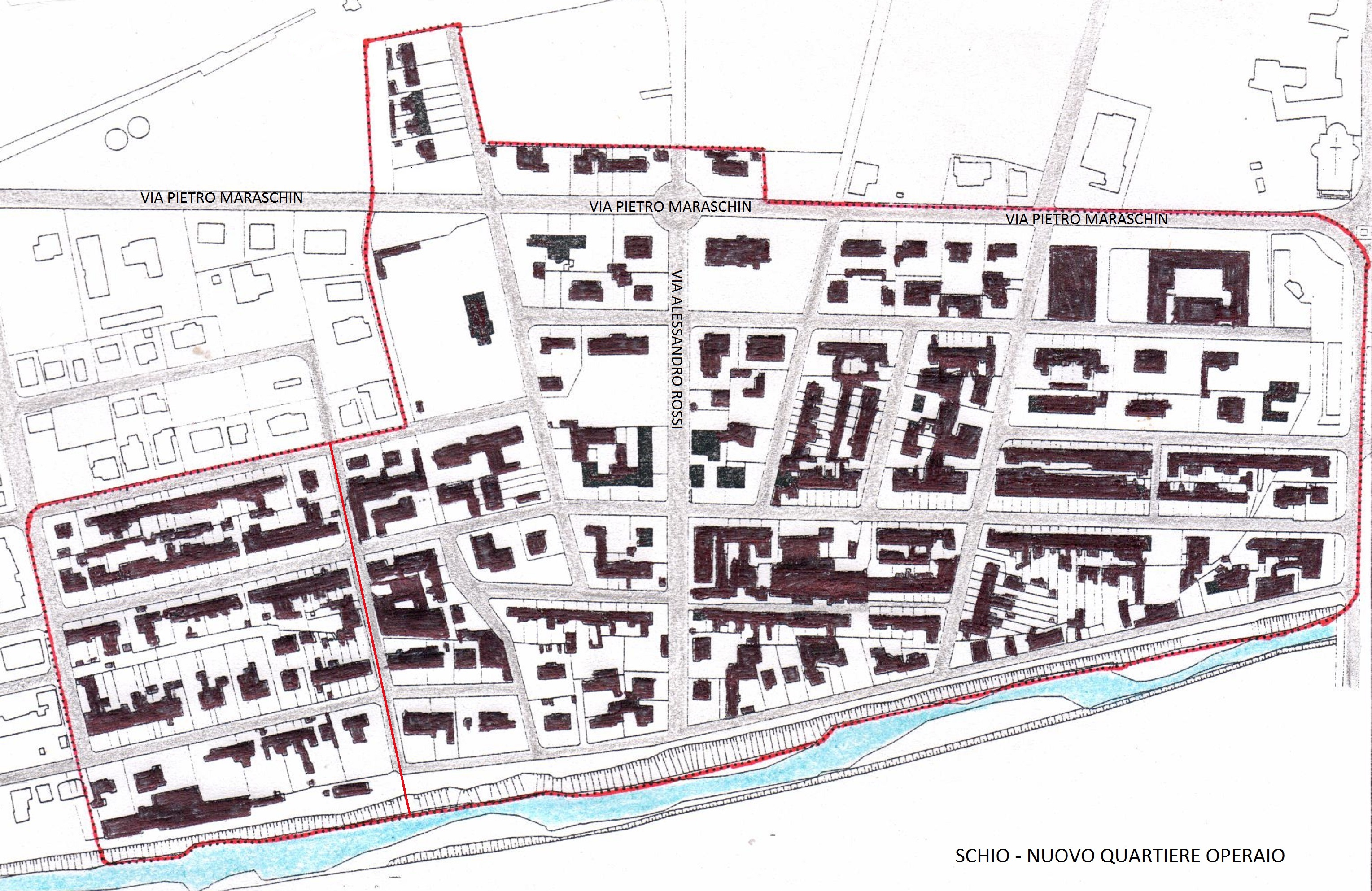
Pianta del quartiere, i confini dell'area sono segnalati in rosso; sul lato ovest la più piccola porzione del "quartiere nuovissimo", nella piccola prominenza a nord le case dei pensionati del lanificio, a sud il torrente Leogra

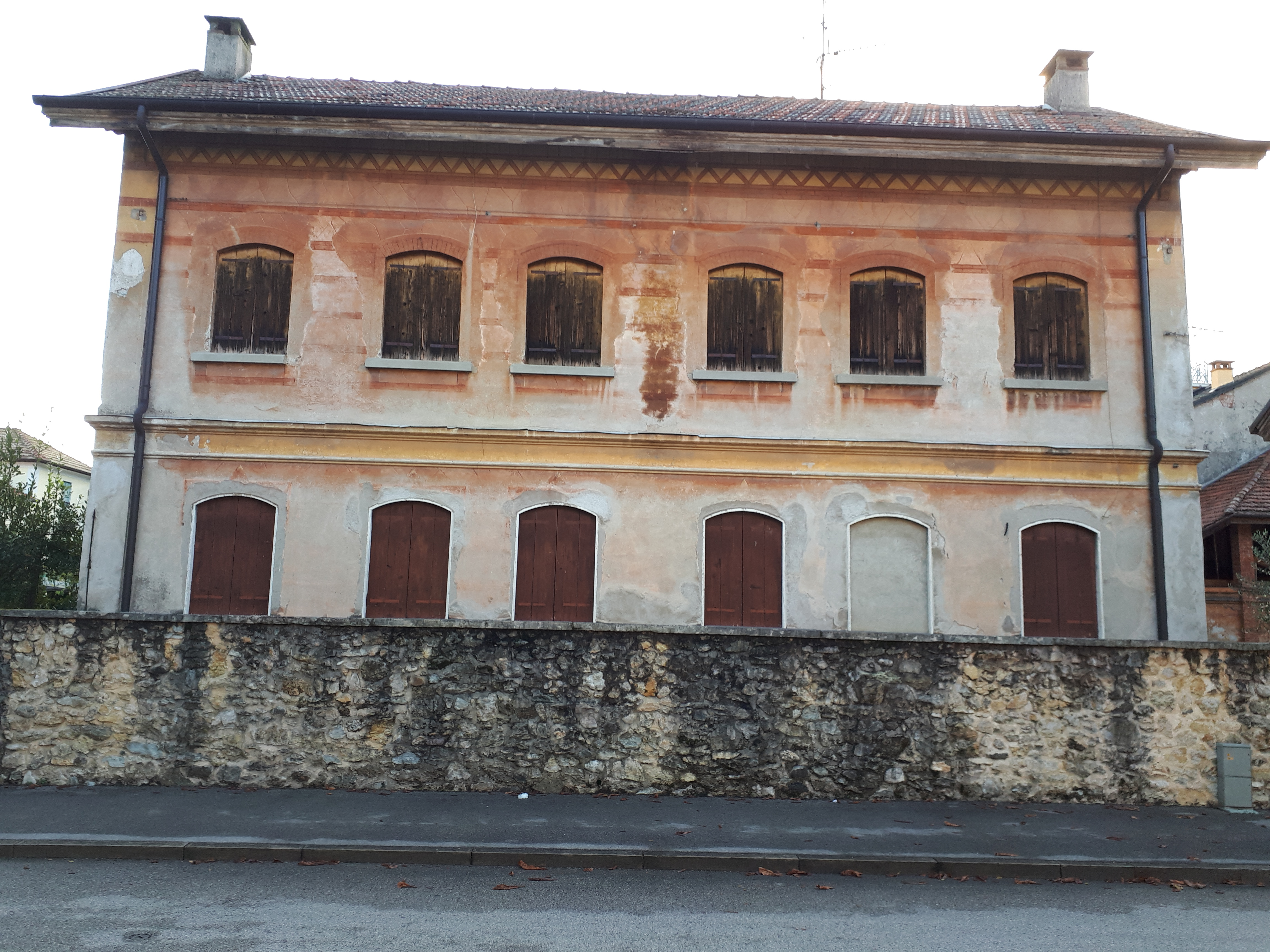
Un esempio di edificio residenziale del quartiere che conserva ancora decorazioni e fasce cromatiche originali

La progettazione fu affidata all'architetto Antonio Caregaro Negrin - che si avvalse della collaborazione degli ingegneri Edgard Larsimon Pergameni, Giovanni Battista Saccardo e Silvio De Pretto - il quale secondo un primo progetto intendeva realizzare un quartiere costituito da abitazioni circondate da verde, con strade e viali ad andamento curvilineo e sinuoso, composto da 125 abitazioni per circa 800 residenti. Fu in realtà necessario attuare una pianificazione più funzionale del territorio e venne quindi realizzata una pianta costituita da un sistema di strade ad assi rettilinei ed ortogonali, come già si nota dai progetti del 1873. Le prime costruzioni (due gruppi di case bifamiliari) furono realizzate a partire dal 1872 lungo via Tessitori, seguirono poi i villini edificati lungo via Maraschin e via via le costruzioni interne al quartiere: le abitazioni singole lungo le vie Manfron, Tron e Fra' Giovanni da Schio, le case a schiera operaie in via Bologna e Fusinieri (preferite per questioni economiche alle abitazioni singole previste nei primi progetti). Le abitazioni singole, destinate a persone con maggiori possibilità economiche rispetto agli operai tessili, furono fatte costruite tra i lotti di case a schiera, con l'intento di non esasperare la suddivisioni in classi sociali tra i residenti. Alla costituzione del cosiddetto Quartiere Nuovo fece seguito la realizzazione, tra il 1888 ed il 1896, del Quartiere Nuovissimo posizionato al margine ovest dell'abitato, e caratterizzato da costruzioni più sobrie, generalmente case binate su ampi lotti di terreno. Le abitazioni venivano cedute alle maestranze del lanificio attraverso la vendita diretta ma, prevalentemente, attraverso la vendita a riscatto; il prezzo di vendita corrispondeva all'insieme dei costi sostenuti per la costruzione.
Nel 1888 il quartiere contava 1178 residenti; il numero massimo di abitanti si ebbe nel 1890, con 1 543 abitanti e oltre 200 unità abitative, nel 1896 i residenti erano 1264. Nel 1987 gli abitanti erano 1390. Nel corso del Novecento furono realizzate numerose opere di ristrutturazione e ampliamento di tante case del quartiere (soprattutto mediante la realizzazione di ricoveri per le automobili e la creazione di servizi igienici, in origine collocati sul retro, all'esterno delle abitazioni), ma dato che non esisteva un preciso piano regolatore e una specifica normativa per regolamentare questi lavori, venne molto spesso snaturato l'insieme architettonico iniziale; vennero inoltre edificate nuove costruzioni negli spazi ancora disponibili, sia con interventi in armonia rispetto al progetto originale (ad esempio le case a schiera "popolarissime" fatte costruire dal Comune lungo via Fusinieri e Cimatori nel 1909 su progetto di G.B. Saccardo), ma anche mediante inserimenti di complessi condominiali del tutto inadeguati, fino ad ottenere la odierna saturazione dell'area. Dal 1990 vige un piano di riqualificazione per vincolare i lavori architettonici e di restauro a dei precisi parametri e conservare quindi questa importante zona storica scledense.

### Le abitazioni

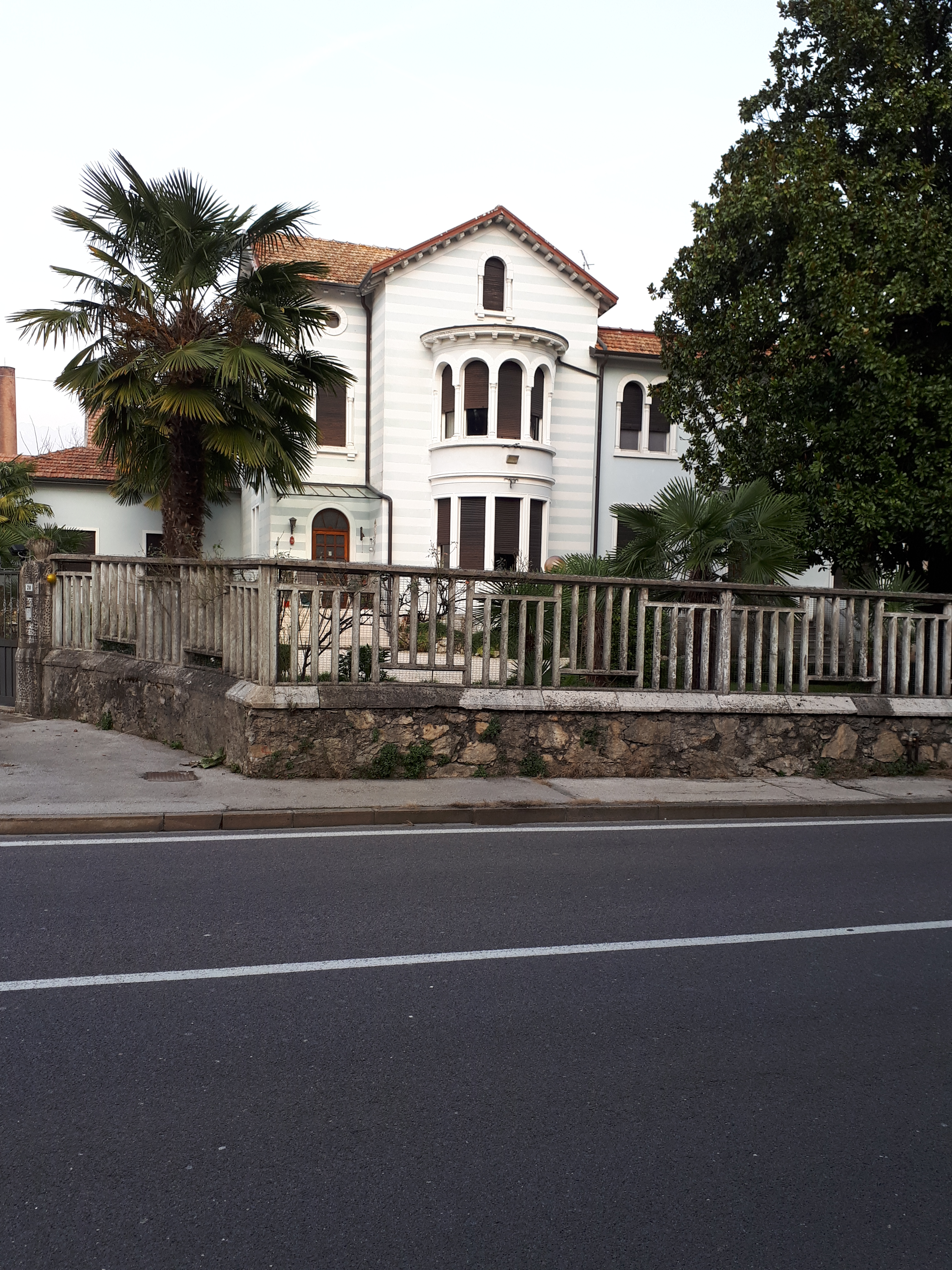
La casa del capo filanda lungo via Maraschin, esempio di palazzina di prima classe

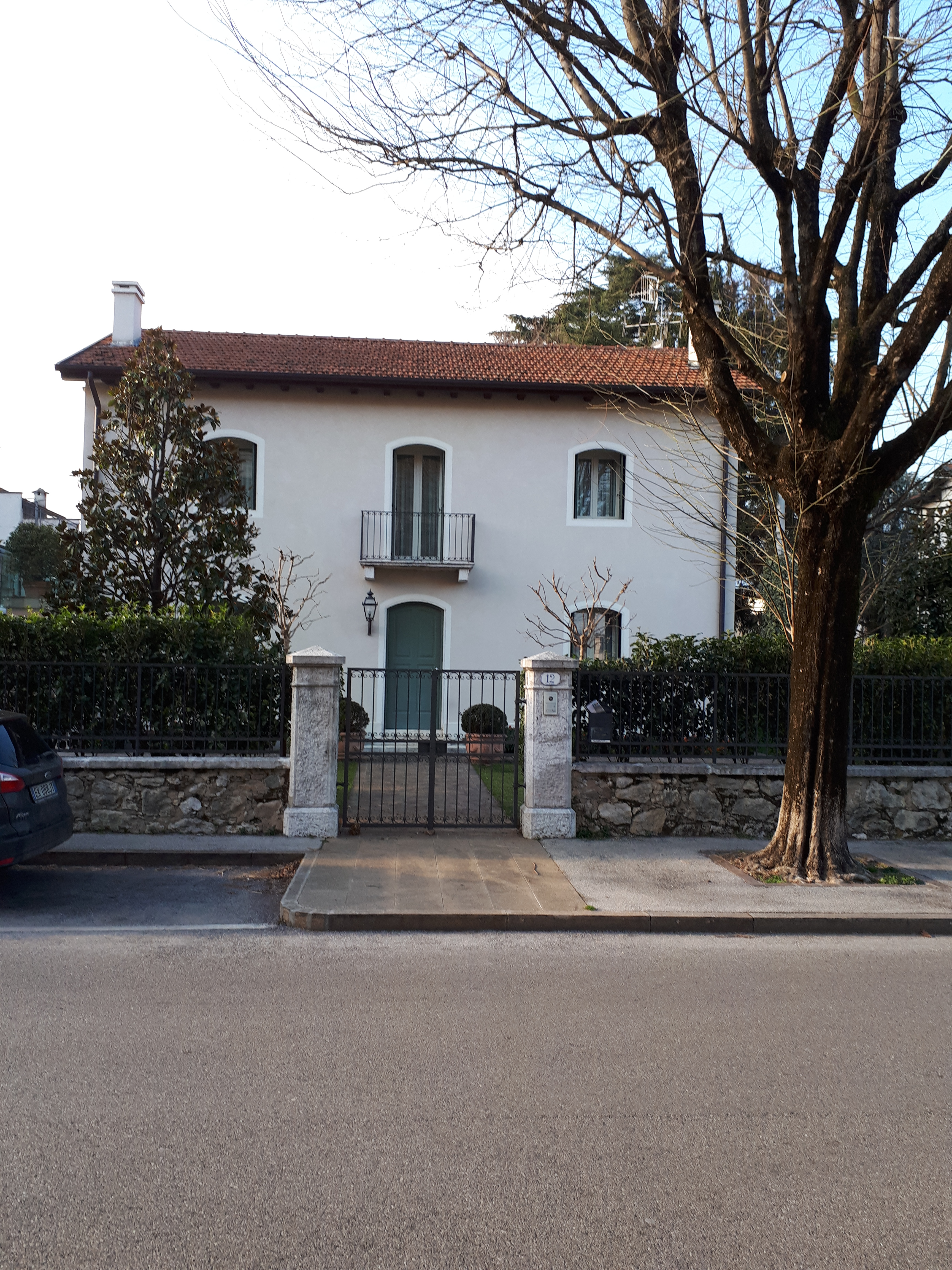
Esempio di casa singola di seconda classe, l'abitazione è posizionata nelle vie interne del quartiere

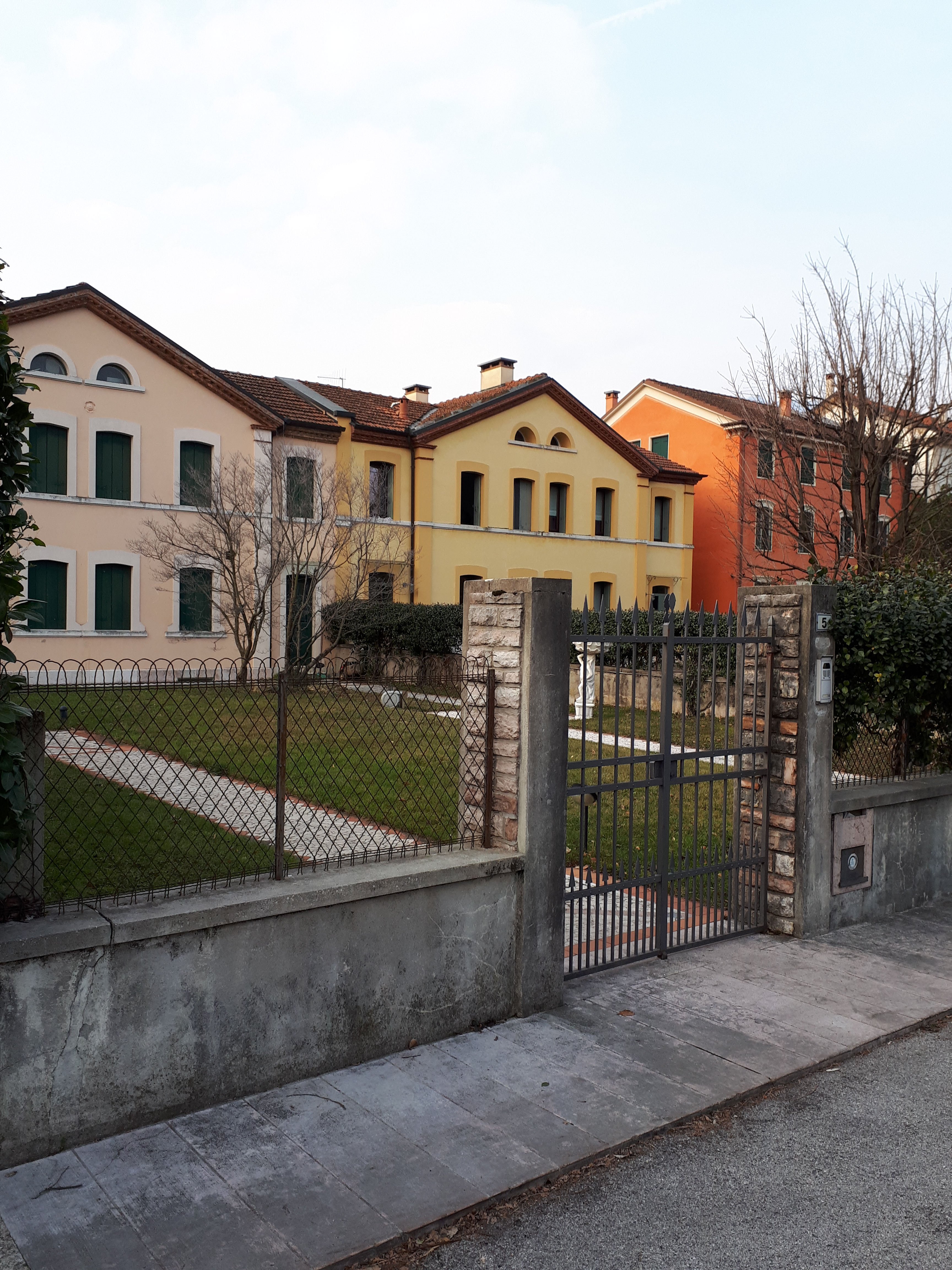
Gli alloggi a schiera per i pensionati del lanificio

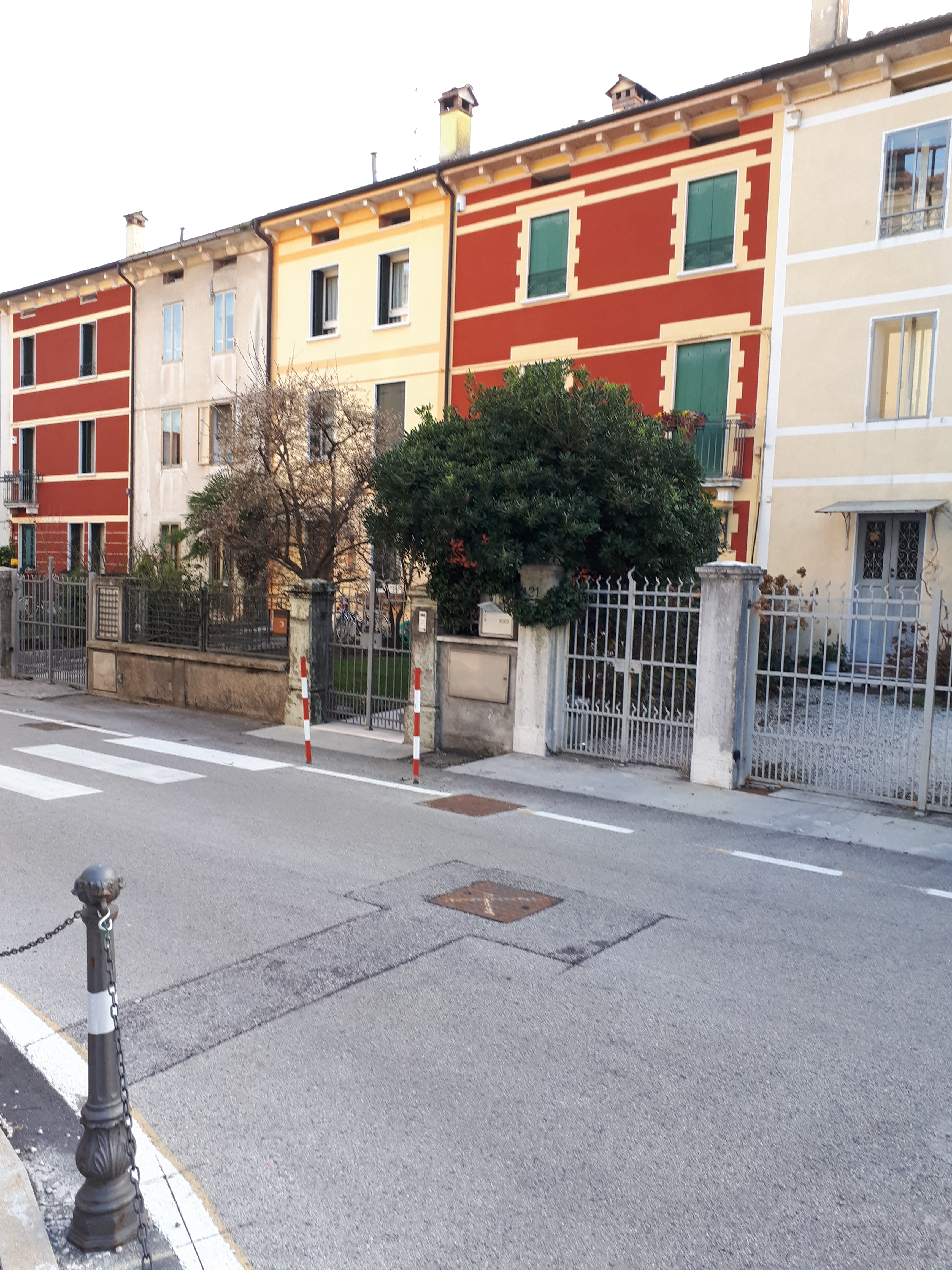
Esempio di case operaie a schiera lungo via Sebastiano Bologna

Le abitazioni erano suddivise in quattro classi, sulla base della differente disponibilità economica degli acquirenti: quelle di prima classe erano realizzate per i dirigenti e i tecnici - o messe a disposizione su locazione per i tecnici stranieri che portavano nuove tecnologie e aggiornamenti presso il lanificio - e posizionate generalmente nei pressi di via Maraschin, la via principale del quartiere, e costituite da abitazioni unifamiliari. Queste abitazioni sono veri e propri villini, edificati al centro di un esteso lotto, strutturati in numerose stanze, con doppi servizi; decorati esternamente con logge, balconi, verande e dotate di ampio giardino spesso arricchito da serre, laghetti artificiali, capanni. Esse presentano una notevole varietà tipologica con forme a volte complesse e altre volte più semplici e lineari.
Le case di seconda classe consistono in abitazioni unifamiliari circondate da giardino, realizzate con maggior economia rispetto alle "case signorili" della classe superiore.
Le abitazioni di terza e quarta classe invece erano destinate agli operai e posizionate nella parte più interna del quartiere. Queste sono costruite secondo il modulo a schiera ma differenziate una a una in base agli ornamenti esterni, all'obliquità o altezza dei tetti, alla forma dei balconi, alla sagomatura di porte e finestre. Ogni abitazione era dipinta - generalmente sui toni del giallo, del rosso, dell'ocra - con motivi geometrici diversi per ogni unità. Le case furono progettate ispirandosi al modello belga, modificandolo tuttavia per garantire la maggior salubrità possibile alle abitazioni. Erano tutte dotate di varie stanze, servizio igienico esterno sul retro, cantina, sottotetto, giardino o orto. Le caratteristiche recinzioni in legno sono state sostituite nei primi del Novecento da altre realizzate in ferro battuto, in molti casi di ispirazione liberty.
Erano previste inoltre delle case bifamiliari per i pensionati; il progetto iniziale le prevedeva sparse tra le case degli operai, in realtà furono realizzate otto abitazioni in una zona specifica del quartiere; si tratta delle case di via Tessitori, le prime ad esser costruite nel nuovo quartiere.
Tra le più interessanti costruzioni ad uso abitativo vanno evidenziate:
- Il villino Crutzen (1872) edificato vicino all'ingresso della fabbrica.
- La casa del capo filanda, posto anch'esso vicino alla barriera del lanificio e caratterizzato dalla struttura aggettante semicircolare della facciata.
- Il villino di Giovanni Rossi, figlio di Alessandro (1876, Caregaro Negrin, ampliamento 1896, Rezzara), elegante palazzina con parco. Di proprietà del demanio l'edificio ha ospitato vari uffici pubblici; attualmente è inutilizzato e chiuso al pubblico.
- La casa di Francesco Rossi, figlio di Alessandro, sobria ma caratterizzata da interni raffinati. Anch'essa è dotata di un parco esclusivo con piccola cappella privata[14].
- Le abitazioni operaie a schiera di via Fusinieri.
- La palazzina per cinque abitazioni edificata lungo via Maraschin.

### Le altre strutture

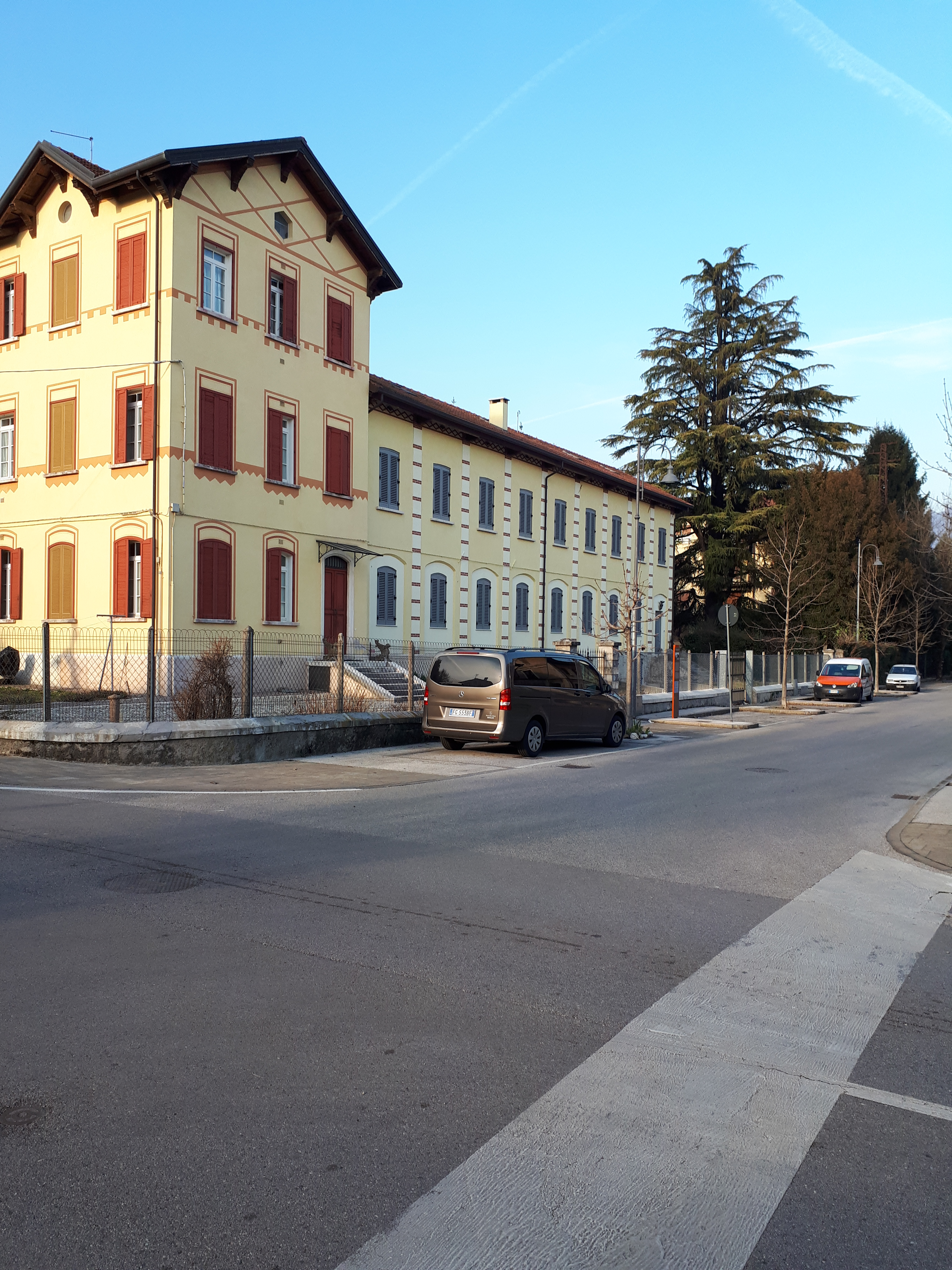
L'ala della scuola convitto di orticoltura e pomologia restaurata rispettando la cromia originale del fabbricato

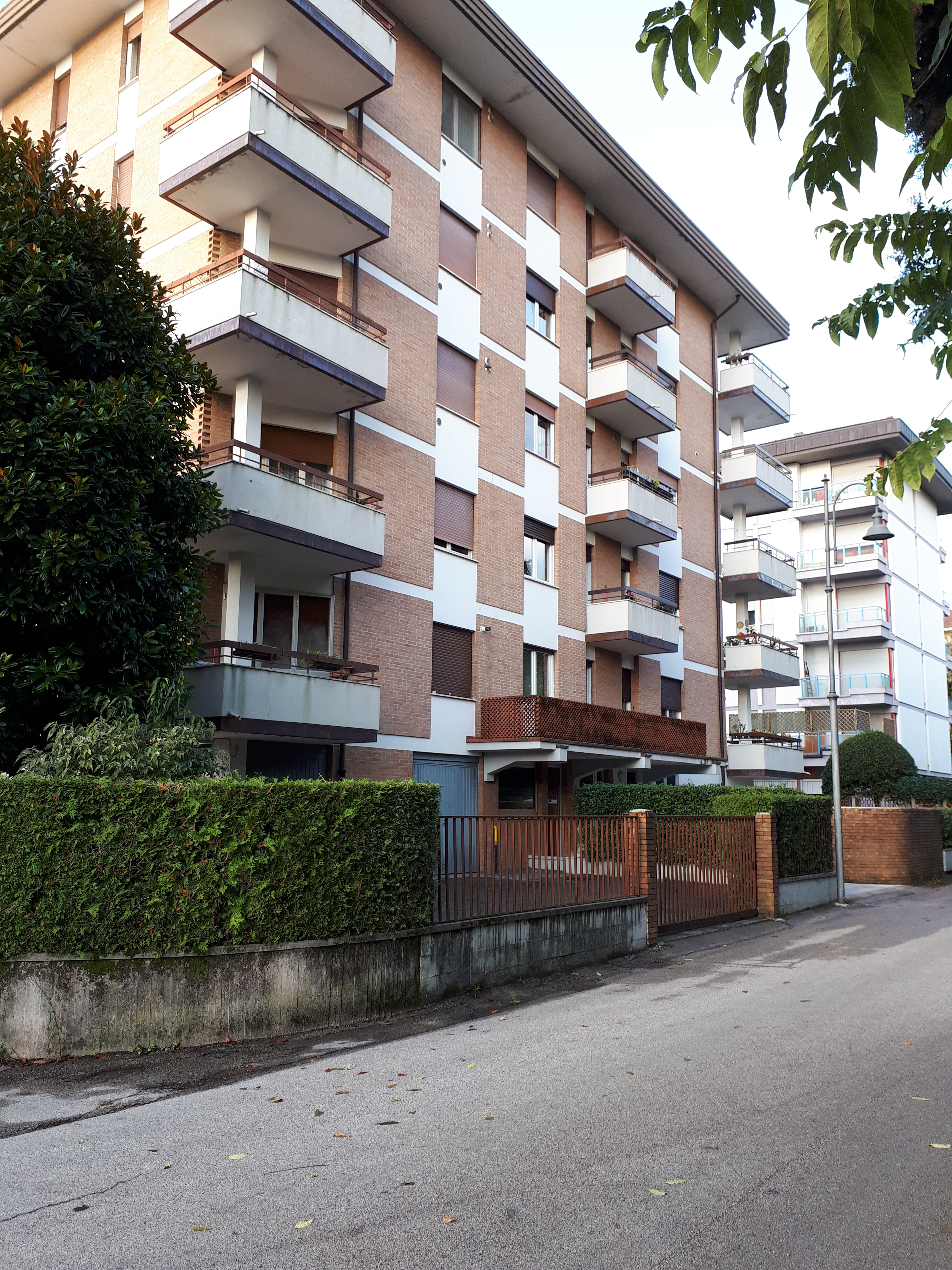
Condomini realizzati nel secondo dopoguerra nel cuore del quartiere, prima che la zona fosse sottoposta a vincolo che definisce altezze, dimensioni, finiture delle nuove costruzioni.

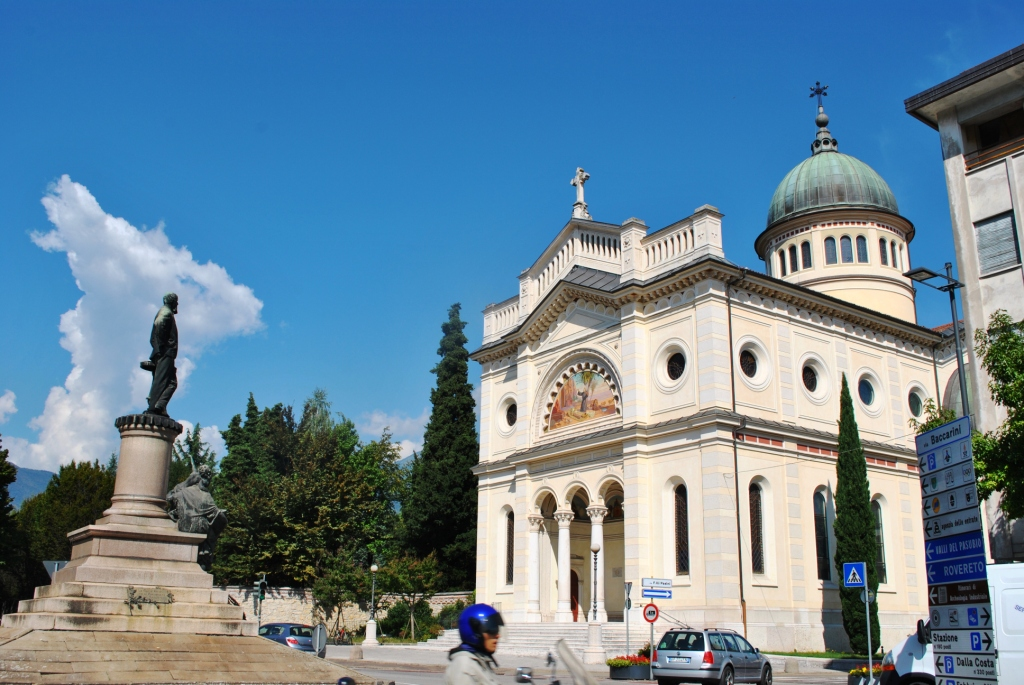
La chiesa di sant'Antonio abate e il monumento dedicato a Alessandro Rossi

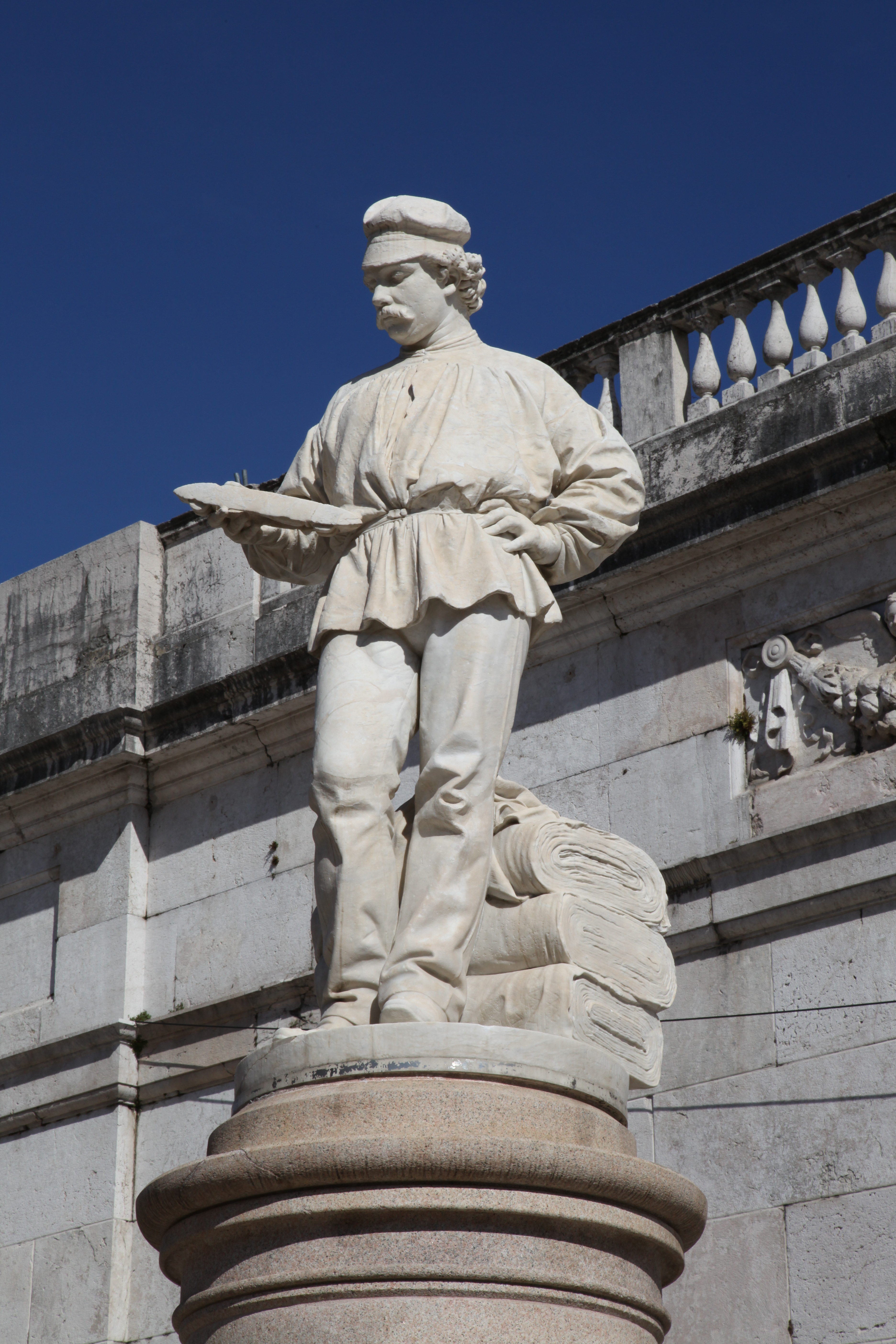
L'Omo era originariamente posizionato nel quadrivio all'ingresso del lanificio, al centro del quartiere

Oltre agli edifici ad uso residenziale, Rossi commissionò per il quartiere svariate strutture complementari ad uso sociale, evitando in questo modo di rendere il nuovo quartiere un semplice dormitorio. Vennero quindi realizzati numerosi altri servizi, quali: giardino pubblico, scuole, i bagni pubblici (realizzati in via XX Settembre, la palazzina principale è ancora esistente), il lavatoio e la ghiacciaia. Di queste realizzazioni alcune sono andate perdute, altre hanno mutato nel tempo la destinazione d'uso ma sono comunque conservate, altre, infine, sono ancor oggi funzionanti.
Le principali strutture a servizio del quartiere erano:
- L'asilo di maternità (1878, Caregaro Negrin), oggi non più esistente, imponente edificio caratterizzato frontalmente da un colonnato dorico, chiudeva lo spazio del quartiere verso nord ovest. Demolito nel 1929 per permettere il prolungamento della strada verso Rovereto.
- Le scuole elementari del lanificio (1873, De Pretto), dette scuole in campagna, demolite nel 1937[6].
- Le scuole elementari comunali (1877, Pergameni e Saccardo) erano a differenza delle precedenti strutture destinate a tutta la popolazione scledense e non solo ai dipendenti del lanificio Rossi. Ancora oggi assolve a funzioni scolastiche ospitando le scuole elementari ed il liceo artistico.
- La scuola convitto di orticoltura e pomologia (1883-84, Caregaro Negrin). La scuola era destinata alla formazione teorica dei moderni agricoltori. Si distingue per la maestosa architettura di tipo prealpino, ispirata a modelli belgi e tedeschi, con tetto a due spioventi e numerose finestre rettangolari. Attualmente convertita a uso residenziale e come sede del Club Alpino Italiano.
- La chiesa di Sant'Antonio Abate, collocata tra il centro storico e il nuovo quartiere operaio (1879, Caregaro Negrin), costruzione eclettica sorta dove già in precedenza esisteva un piccolo oratorio. Ancora oggi è aperta al culto.
- Il monumento al Tessitore (1879, Monteverde) era originariamente posto nel cuore del quartiere, nell'incrocio tra i principali assi stradali, e di fronte agli ingressi del lanificio. Oggi è collocato nella piazza principale della città.
- Il teatro civico (1909, Chemello), edificato in stile liberty lungo via Maraschin, a fianco delle scuole elementari comunali. Già nei primi progetti del quartiere era prevista la costruzione di un teatro. A partire dal 2004 è stato sottoposto a un piano di recupero e riutilizzo, dopo anni di incuria.
- L'asilo Rossi (1872, Caregaro Negrin, ampliato nel 1881), fu edificato in prossimità della collina del castello, in centro storico, vicino agli ingressi di via Pasubio del lanificio e quindi non all'interno del quartiere operaio vero e proprio, ma era comunque funzionale a quest'ultimo. Oggi l'edificio, di proprietà del Comune di Schio, è in restauro e sarà destinato ad altri usi.